# Prova di forza
Prova di forza (A Show of Force) è un film del 1990, diretto da Bruno Barreto, con protagonisti Amy Irving, Andy Garcia e Robert Duvall. Il film è basato sul romanzo Murder Under Two Flags di Anne Nelson.

## Trama
Nel 1978, la giornalista televisiva Kate Melendez indaga sulla misteriosa morte di due attivisti radicali portoricani. Mentre il governo dichiara che i due fossero terroristi, parte dell'opinione pubblica sostiene due fossero semplicemente studenti attivisti. Nonostante le minacce subite, Kate continua le sue indagini che la portano gradualmente a concludere che gli agenti americani sotto copertura erano responsabili di averli incastrati e uccisi.